# Тес-Хем
Тес-Хем, Тесійн гол (монг. Тэс, Тэсийн гол) — річка в Монголії та Республіці Тива Росії. Впадає в озеро Убсу-Нур і належить до його водного басейну.

## Географія
Річка бере свій початок на висоті ~1900 м над рівнем моря (49°12′1″ пн. ш. 98°26′54″ сх. д. / 49.20028° пн. ш. 98.44833° сх. д.), в результаті злиття двох своїх складових приток: основної, лівої — Уджигійн-Гол (~20 км), яка бере свій початок на висоті ~2360 м (49°2′0″ пн. ш. 98°40′40″ сх. д. / 49.03333° пн. ш. 98.67778° сх. д.), на північно-західних схилах вершини 2593 м (хребет Булнай-Нуру) та правої — Дзалагійн-Гол, яка бере початок в урочищі Шавар-Туру, за 3 км на захід від озера Гандан-Нур. Тес-Хем тече на захід — північний захід Убсунурською улоговиною (північна частина Улоговини Великих Озер), територією аймаків Хувсгел та Завхан, Монголії. Після населеного пункту Тес річка повертає на північний-захід а далі на північ, на територію республіки Тива і через приблизно 190 км, плавно повертаючи на захід, знову перетинає кордон з Монголією, тече територією аймуку Увс. Приблизно за 70 км від гирла, русло річки поступово розгалужується на рукави, утворюючи протяжну заболочену дельту та з північно-східного узбережжя, в урочищі Бошигтин-Увдег, впадає в озеро Убсу-Нур.
Довжина річки 757 км, за іншими даними — 568 км, площа басейну — 30 900 км², за іншими даними — 33 400 км². Середньорічний стік води в гирлі річки Самагалтай (приблизно за 240 км від гирла Тес-Хем) — 56 м³/с. Живлення переважно дощове, влітку дощові паводки, взимку річка замерзає.

## Притоки
Річка Тес-Хем приймає близько пів сотні приток, довжиною понад 10 км. Переважна більшість лівих приток, які течуть по пустельних рівнинах Улоговини Великих Озер — маловодні і повністю чи частково пересихають; праві, які течуть із схилів Саянських гір — багатоводніші і пересихають рідше. Найбільших із них, довжиною понад 50 км — 10 (від витоку до гирла):
| Назва притоки  | Довжина,(км) | Площа водозбірного басейну, (км²) | Відстань від гирла Тес-Хему, (км) | Витрата води,(м³/с) |
| ліві притоки   | ліві притоки | ліві притоки                      | ліві притоки                      | ліві притоки        |
| -------------- | ------------ | --------------------------------- | --------------------------------- | ------------------- |
| Джарантайл-Гол | ~65          |                                   |                                   |                     |
| Галутин-Гол    | ~80          |                                   | ~560                              |                     |
| Ічгийн-Сайр    | ~65          |                                   | ~560                              |                     |
| Хясани-Гол     | ~95          |                                   |                                   |                     |
| праві притоки  |              |                                   |                                   |                     |
| Шаварин-Гол    | ~80          |                                   | ~585                              |                     |
| Хусуін-Гол     | 76           | 837                               | 539                               |                     |
| Дзайгал-Гол    | 63           | 1 070                             | 526                               |                     |
| Качик          | 73           | 1 020                             | 502                               |                     |
| Ерзін          | 139          | 4 390                             | 305                               |                     |
| Шивелиг-Хем    | 53           |                                   | ~110                              |                     |

## Населені пункти
Басейн, в тому числі і береги річки малозаселені. На ній розташовано кілька невеликих населених пунктів (від витоку до гирла): Цецерлег, Баян-Ула (Баян-Тес), Тес (аймак Завхан, Монголія), Цаган-Толгой, Бай-Даг, Сувра, Ак-Ерик, Шара-Сур (Тива).

### Топографічні карти
- Аркуш карти M-47-В оз. Телмен-Нур. Масштаб: 1:500 000. Видання 1973 р.
- Аркуш карти M-46-Г Малчин. Масштаб: 1:500 000. Видання 1973 р.
- Аркуш карти M-46-Б Кизил. Масштаб: 1:500 000. Видання 1966 р.